# Ochlogenes advectella
Ochlogenes advectella är en fjärilsart som beskrevs av Walker 1864. Ochlogenes advectella ingår i släktet Ochlogenes och familjen praktmalar, Oecophoridae. Inga underarter finns listade i Catalogue of Life.